# Veikkausliiga 2012
La Veikkausliiga 2012 fue la 82va. temporada de la Primera División de Finlandia. La temporada comenzó el 15 de abril de 2012 y finalizó el 27 de octubre de 2012. El campeón fue el club HJK Helsinki que consiguió su 25° título de liga.

## Ascenso y descenso
| Pos. | Descendidos de la Veikkausliiga 2011 |
| ---- | ------------------------------------ |
| 12º  | RoPS                                 |

| Pos. | Ascendidos de la Ykkönen 2011 |
| ---- | ----------------------------- |
| 1º   | Lahti                         |

## Clubes
| Club          | Ciudad       | Estadio                | Capacidad |
| ------------- | ------------ | ---------------------- | --------- |
| Haka          | Valkeakoski  | Tehtaan kenttä         | 3.516     |
| HJK           | Helsinki     | Sonera Stadium         | 10.770    |
| Honka         | Espoo        | Tapiolan Urheilupuisto | 6.000     |
| Inter Turku   | Turku        | Veritas Stadion        | 9.372     |
| Lahti         | Lahti        | Lahden Stadion         | 15.000    |
| Jaro          | Pietarsaari  | Jakobstads Centralplan | 5.000     |
| JJK           | Jyväskylä    | Harjun stadion         | 3.000     |
| KuPS          | Kuopio       | Magnum Areena          | 3.500     |
| IFK Mariehamn | Mariehamn    | Wiklöf Holding Arena   | 1.600     |
| MyPa          | Anjalankoski | Saviniemi              | 4.167     |
| TPS           | Turku        | Veritas Stadion        | 9.372     |
| VPS           | Vaasa        | Hietalahti Stadium     | 4.600     |

## Sistema de competición
Los doce equipos participantes jugaron entre sí todos contra todos tres veces totalizando 33 partidos cada uno, al término de la jornada 33 el primer clasificado obtuvo un cupo para la segunda ronda de la Liga de Campeones 2013-14, mientras que el segundo y tercer clasificado obtuvieron un cupo para la primera ronda de la Liga Europea 2013-14; por otro lado el último clasificado descendió a la Segunda División 2013
Un tercer cupo para la segunda ronda de la Liga Europea 2013-14 fue asignado al campeón de la Copa de Finlandia.

## Tabla de posiciones
| Pos. | Equipo           | Pts. | PJ | G  | E  | P  | GF | GC | Dif. | Clasificación 2013–14                 |
| ---- | ---------------- | ---- | -- | -- | -- | -- | -- | -- | ---- | ------------------------------------- |
| 1    | HJK              | 64   | 33 | 19 | 7  | 7  | 63 | 33 | +30  | Segunda ronda de la Liga de Campeones |
| 2    | Inter Turku      | 58   | 33 | 17 | 7  | 9  | 57 | 42 | +15  | Primera ronda de la Liga Europea      |
| 3    | TPS              | 54   | 33 | 16 | 6  | 11 | 56 | 33 | +23  | Primera ronda de la Liga Europea      |
| 4    | IFK Mariehamn    | 51   | 33 | 13 | 12 | 8  | 50 | 43 | +7   | Primera ronda de la Liga Europea      |
| 5    | Lahti            | 50   | 33 | 16 | 2  | 15 | 45 | 49 | −4   |                                       |
| 6    | MyPa             | 49   | 33 | 13 | 10 | 10 | 39 | 33 | +6   |                                       |
| 7    | Honka            | 43   | 33 | 12 | 7  | 14 | 37 | 38 | −1   | Segunda ronda de la Liga Europea      |
| 8    | VPS              | 43   | 33 | 12 | 7  | 14 | 36 | 38 | −2   |                                       |
| 9    | JJK              | 40   | 33 | 12 | 4  | 17 | 54 | 65 | −11  |                                       |
| 10   | KuPS             | 36   | 33 | 10 | 6  | 17 | 39 | 53 | −14  |                                       |
| 11   | Jaro Pietarsaari | 33   | 33 | 8  | 9  | 16 | 28 | 51 | −23  |                                       |
| 12   | Haka             | 32   | 33 | 9  | 5  | 19 | 32 | 57 | −25  | Descenso a Ykkönen 2013               |

Actualizado a los partidos jugados el 27 de octubre de 2012.
 Fuente: Soccerway
Notas:
1. ↑  Finlandia estaba entre las tres mejores federaciones en el ranking Fair Play de la UEFA y, por lo tanto, recibió un lugar adicional en la Primera ronda de clasificación de la Europa League
2. ↑  Tras ganar la Copa de Finlandia, el Honka obtuvo un cupo para la segunda ronda de la Liga Europea 2013-14

## Tabla de resultados cruzados
| Local \ Visitante | HAK | HJK | HON | INT | JAR | JJK | KUP | LAH | MAR | MYP | TPS | VPS |
| ----------------- | --- | --- | --- | --- | --- | --- | --- | --- | --- | --- | --- | --- |
| Haka              | —   | 0–1 | 2–1 | 0–2 | 4–1 | 3–1 | 0–2 | 0–3 | 0–2 | 3–1 | 1–0 | 0–1 |
| HJK               | 1–0 | —   | 3–0 | 2–1 | 4–1 | 2–0 | 2–0 | 2–0 | 3–1 | 1–1 | 0–0 | 3–3 |
| Honka             | 2–2 | 1–0 | —   | 2–1 | 2–0 | 0–2 | 1–0 | 3–2 | 2–2 | 2–1 | 0–2 | 1–1 |
| Inter Turku       | 4–1 | 2–0 | 2–1 | —   | 1–1 | 2–1 | 2–1 | 2–0 | 0–3 | 2–0 | 3–3 | 1–1 |
| Jaro Pietarsaari  | 1–0 | 2–2 | 0–1 | 0–1 | —   | 0–3 | 1–0 | 0–2 | 0–3 | 1–0 | 0–1 | 0–0 |
| JJK               | 1–4 | 0–3 | 0–1 | 0–0 | 1–1 | —   | 1–5 | 2–1 | 5–2 | 0–3 | 2–1 | 0–2 |
| KuPS              | 3–0 | 0–3 | 0–2 | 0–6 | 1–0 | 2–2 | —   | 1–2 | 2–0 | 1–2 | 1–1 | 0–3 |
| Lahti             | 1–0 | 3–0 | 2–1 | 0–5 | 0–2 | 2–1 | 2–1 | —   | 2–0 | 0–0 | 2–0 | 1–0 |
| IFK Mariehamn     | 1–0 | 2–0 | 0–0 | 2–1 | 2–0 | 3–3 | 1–1 | 2–0 | —   | 0–0 | 2–1 | 0–0 |
| MyPa              | 3–1 | 1–0 | 0–0 | 4–0 | 2–0 | 0–1 | 1–1 | 3–1 | 2–1 | —   | 1–1 | 1–0 |
| TPS               | 2–0 | 3–1 | 2–1 | 4–1 | 2–3 | 2–3 | 3–0 | 4–0 | 1–1 | 0–1 | —   | 1–0 |
| VPS               | 2–1 | 1–0 | 2–0 | 0–2 | 1–1 | 2–0 | 0–1 | 2–1 | 1–2 | 2–0 | 1–3 | —   |

| Local \ Visitante | HAK | HJK | HON | INT | JAR | JJK | KUP | LAH | MAR | MYP | TPS | VPS |
| ----------------- | --- | --- | --- | --- | --- | --- | --- | --- | --- | --- | --- | --- |
| Haka              | —   | 2–2 | 1–0 | 1–2 | 0–0 | —   | —   | —   | 1–1 | —   | —   | —   |
| HJK               | —   | —   | 1–0 | 1–1 | 0–0 | —   | 4–1 | 2–0 | 5–1 | —   | —   | —   |
| Honka             | —   | —   | —   | 3–0 | —   | 3–0 | 2–1 | —   | —   | 1–1 | 0–1 | 1–2 |
| Inter Turku       | —   | —   | —   | —   | 3–1 | 3–2 | 1–4 | —   | 1–0 | —   | 0–0 | 2–0 |
| Jaro Pietarsaari  | —   | —   | 1–0 | —   | —   | —   | 1–1 | 2–1 | 3–3 | 0–3 | —   | —   |
| JJK               | 5–0 | 3–6 | —   | —   | 4–2 | —   | —   | 3–1 | 3–2 | —   | —   | 1–2 |
| KuPS              | 1–1 | —   | —   | —   | —   | 2–3 | —   | 1–0 | —   | 2–0 | 1–3 | 2–1 |
| Lahti             | 0–1 | —   | 3–2 | 4–3 | —   | —   | —   | —   | —   | 3–1 | 1–0 | —   |
| IFK Mariehamn     | —   | —   | 1–1 | —   | —   | —   | 2–0 | 2–2 | —   | 2–2 | 1–0 | —   |
| MyPa              | 1–0 | 1–4 | —   | 0–0 | —   | 2–1 | —   | —   | —   | —   | —   | 1–1 |
| TPS               | 9–2 | 1–2 | —   | —   | 1–2 | 1–0 | —   | —   | —   | 1–0 | —   | 1–0 |
| VPS               | 0–1 | 1–3 | —   | —   | 2–1 | —   | —   | 1–3 | 1–3 | —   | —   | —   |

## Goleadores
| Pos. | Jugador              | Club          | Goles |
| ---- | -------------------- | ------------- | ----- |
| 1    | Irakli Sirbiladze    | Inter Turku   | 17    |
| 2    | Aleksei Kangaskolkka | IFK Mariehamn | 16    |
| 3    | Steven Morrissey     | VPS           | 15    |
| 4    | Pekka Sihvola        | MyPa          | 14    |
| 5    | Tamás Gruborovics    | JJK           | 12    |
| 5    | Mika Ojala           | Inter Turku   | 12    |
| 5    | Demba Savage         | HJK           | 12    |
| 8    | Joel Pohjanpalo      | HJK           | 11    |
| 8    | Aleksi Ristola       | TPS           | 11    |
| 10   | Mikko Innanen        | JJK           | 10    |